# حكومة بشارة الخوري الثانية
حكومة بشارة الخوري الثانية هي الحكومة الثالثة في عهد الانتداب الفرنسي على لبنان وعهد رئيس الجمهورية شارل دباس، وقد تولّى رئاسة المجلس بشارة الخوري للمرة الثانية على التوالي. تشكّلت في 5 يناير 1928 من ثلاثة وزراء فقط، وألقي البيان الوزاري في 18 يناير ثمّ نالت الثقة من مجلس النواب الأول بأكثرية 33 نائبًا وإمتناع إثنين عن التصويت. استمرت الحكومة حتى 10 أغسطس عندما تقدّم الرئيس بإستقالته، بعد رفض المجلس إقتراح تقديم مناقشة الثقة على المشاريع الأخرى.

## التشكيلة
| حكومة بشارة الخوري الأولى |              |                  |             |           |
| الحقيبة                   | الوزير       | الإنتماء السياسي | الطائفة     | المحافظة  |
| رئيس مجلس الوزراء         | بشارة الخوري | مستقل            | الموارنة    | جبل لبنان |
| وزير المعارف العامة       | بشارة الخوري | مستقل            | الموارنة    | جبل لبنان |
| وزير العدلية              | أيوب ثابت    | مستقل            | البروتستانت | بيروت     |
| وزير الصحة والإسعاف العام | أيوب ثابت    | مستقل            | البروتستانت | بيروت     |
| وزير المالية              | حسين الأحدب  | مستقل            | السنة       | الشمال    |
| وزير الأشغال العامة       | حسين الأحدب  | مستقل            | السنة       | الشمال    |
| وزير الزراعة              | حسين الأحدب  | مستقل            | السنة       | الشمال    |